# Acropora plumosa
Acropora plumosa là một loài san hô trong họ Acroporidae. Loài này được Wallace & Wolstenholme miêu tả khoa học năm 1998.